# Commune de Õru
Cet article concerne l'ancienne commune. Pour le village, voir Õru.

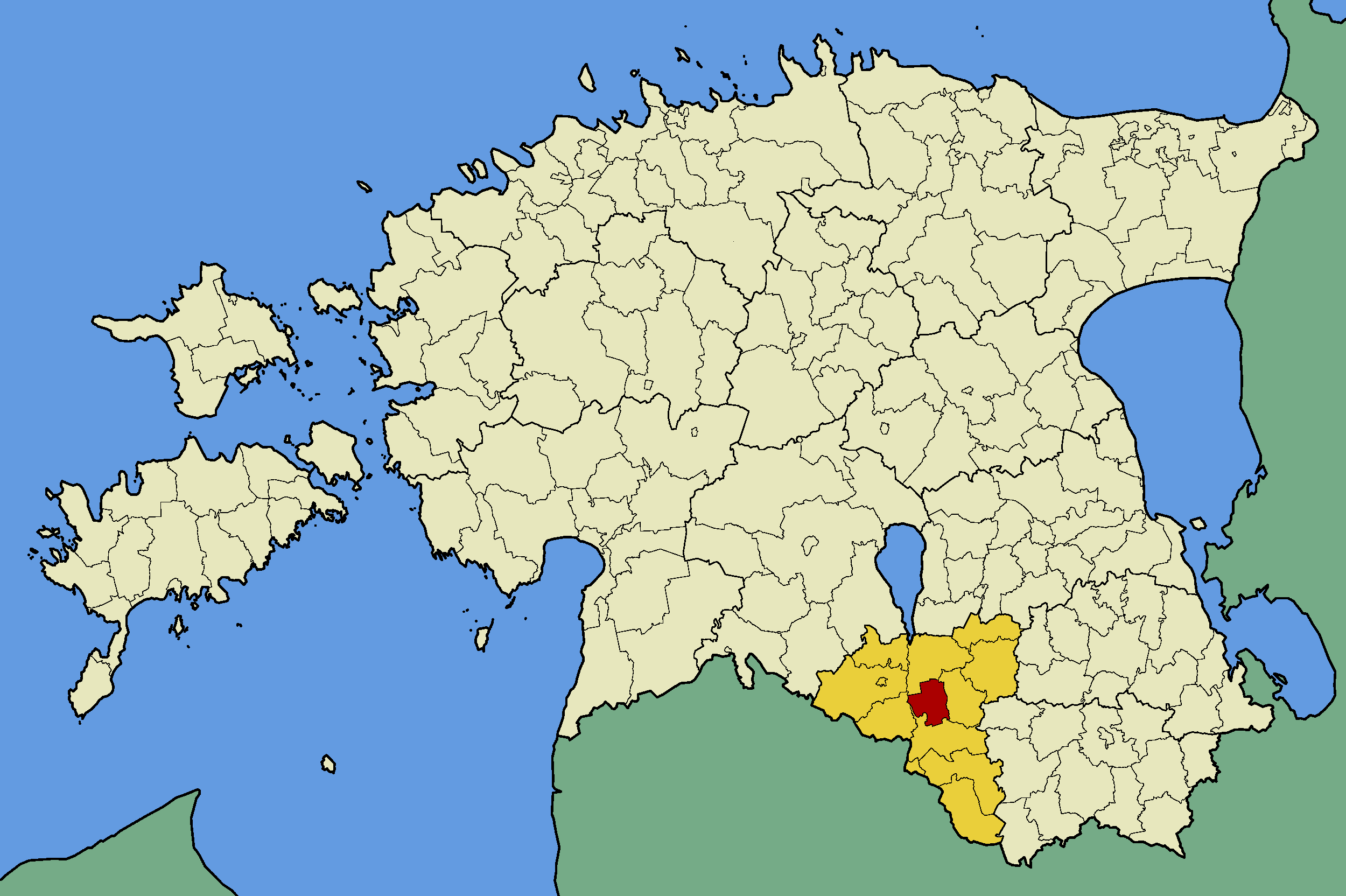
Localisation de l'ancienne commune de Õru (rouge), dans le comté de Valga (jaune).

Õru (en estonien : Õru vald) est une ancienne commune rurale située dans le comté de Valga en Estonie. Son chef-lieu était Õru.

## Géographie
Elle s'étendait sur une superficie de 104,6 km2 dans le centre du comté.
Elle comprenait le petit bourg d'Õru, ainsi que les villages de Killinge, Kiviküla, Lota, Mustumetsa, Õlatu, Õruste, Priipalu et Uniküla. 

## Histoire
À la suite de la réorganisation administrative d'octobre 2017, elle fusionne avec Karula, Taheva, Tõlliste et Valga pour former la nouvelle commune de Valga.

## Démographie
En 2012, la population s'élevait à 486 habitants.